# 菲爾·尼科爾森
菲爾·D·尼科爾森（英語：Philip D. Nicholson，1951年—）是一名澳大利亞天文學家，康乃爾大學天文系專攻行星科學的天文學教授。1998年至2018年，他曾擔任《伊卡洛斯》期刊的主編。

## 職業生涯
尼科爾森於1979年獲得加州理工學院的博士學位。尼科爾森的研究主要集中在兩個領域：行星環系統的軌道動力和行星、衛星及其環的紅外線觀測研究。他的工作包括透過航海家號的觀測和地基恆星掩星對土星、天王星和海王星的環系統進行研究；利用帕洛馬山天文台的5公尺海爾望遠鏡對航海家號太空船發現的幾顆木星和土星小衛星進行地基觀測；脈衝星PSR 1257+12周圍行星系統的動力研究，以及天然衛星的自轉演化；以及1983年紅外線天文衛星所發現的黃道塵埃帶研究。
他與加拿大和哈佛大學的同事一起，參與發現了許多天王星、土星和海王星的外圍衛星。
尼科爾森是NASA/ESA卡西尼-惠更斯號土星任務的視覺紅外線映射分光儀科學小組的成員，也是康乃爾大學和加州理工學院天文學家研究舒梅克-李維九號彗星於1994年7月撞擊木星的海爾望遠鏡小組的領導人。他曾擔任美國國家研究委員會的行星與月球探索委員會以及天文學與天體物理學委員會、柯伊伯機載天文台和哈伯太空望遠鏡的時間指派委員會，以及阿雷西博天文台和紅外線處理與分析中心的科學諮詢委員會。他與他人合作撰寫了關於行星環動力學以及天王星環和海王星環系統的評論文章。

## 榮譽
1981年在愛德華·鮑威爾發現的小行星7220以他的名字命名。正式命名引文於1998年10月日公布（M.P.C. 32790）。
尼科爾森於2019年獲得馬瑟斯基獎，「表揚他在擔任《伊卡洛斯》主編期間為行星科學所做的貢獻」。
他於2020年獲選為美國天文學會遺產會士。

## 外部連結
- Phil Nicholson's web page at Cornell University